# Fabienne In-Albon
Fabienne In-Albon (* 5. September 1986 in Zug) ist eine ehemalige Schweizer Golferin. Von 2014 bis 2017 spielte sie auf der Ladies European Tour. Im Jahr 2016 nahm sie an den Olympischen Sommerspielen in Rio de Janeiro teil.

## Karriere
Im Alter von zehn Jahren kam In-Albon erstmals mit dem Golfsport in Berührung. 
Im Jahr 2012 wechselte In-Albon ins Profilager und spielte zwei Jahre auf der LET Access Tour. Im Jahr 2014 qualifizierte sie sich für die Ladies European Tour (LET) und behielt bis zu ihrem Rücktritt die volle Spielberechtigung.
In ihrer Karriere konnte sie mehrere Top-10-Resultate auf der LET erringen, unter anderem einen 2. Platz beim Hero Women’s Indian Open sowie einen Sieg auf der LET Access Tour. An den Olympischen Sommerspielen 2016 in Rio de Janeiro belegte sie den 56. Rang unter 60 Teilnehmerinnen.
Im Jahr 2017 gab In-Albon ihren Rücktritt bekannt und gründete eine Beratungsagentur.

## Privates
In-Albon ist in Oberägeri wohnhaft.